# Energia não renovável
Energia não renovável ou energia de fontes não renováveis é a energia cujas fontes dependem de processos em escala de tempo geológica ou de formação do sistema solar para se tornarem disponíveis, por exemplo, o carvão mineral, o petróleo, o gás natural e a energia nuclear. Geralmente esse tipo de energia primária precisa ser transformada em energia secundária, como eletricidade ou gasolina para então ser utilizada.

## Combustíveis fósseis

### Petróleo
O petróleo é um combustível fóssil, produzido há milhões de anos pela pressão de material orgânico, e é hoje encontrado em algumas zonas do subsolo da terra. É a principal fonte de energia atual. O petróleo e o gás natural são encontrados tanto em terra quanto no mar, principalmente nas bacias sedimentares (onde se encontram meios mais porosos - reservatórios), mas também em rochas do embasamento cristalino.
É de fácil transporte, mas seu potencial destruidor do meio-ambiente é muito grande, pois libera grande quantidade de CO² para atmosfera sendo um dos grandes "vilões" do chamado aquecimento global, por causa da sua grande utilização nos meios de transportes como carros e motos.

### Gás natural
Gás natural é a designação genérica de um combustível cujo principal componente é o metano (CH4), o hidrocarboneto de cadeia mais simples, são proveniente de jazidas naturais localizadas em reservas que geralmente também são fontes de petróleo, mas não necessariamente. Sua composição varia, além do metano, pode ser composta de etano, propano, butano e hidrocarbonetos mais pesados.

### Carvão mineral
O carvão mineral originou-se da carbonização de restos de bosques em épocas geológicas quentes e úmidas.
No Brasil, embora a participação desta fonte represente apenas 5,7% do consumo energético final, é o setor siderúrgico (indústrias de ferro-gusa e aço) o principal responsável pelo seu consumo.
É a segunda fonte de energia mais utilizada no mundo, com destaque para Rússia, Estados Unidos e China. As reservas de carvão são bem superiores em relação às de petróleo. Especialistas estimam que uma reserva de carvão dure cerca de um século e meio (150 anos).[carece de fontes?]

## Combustíveis nucleares

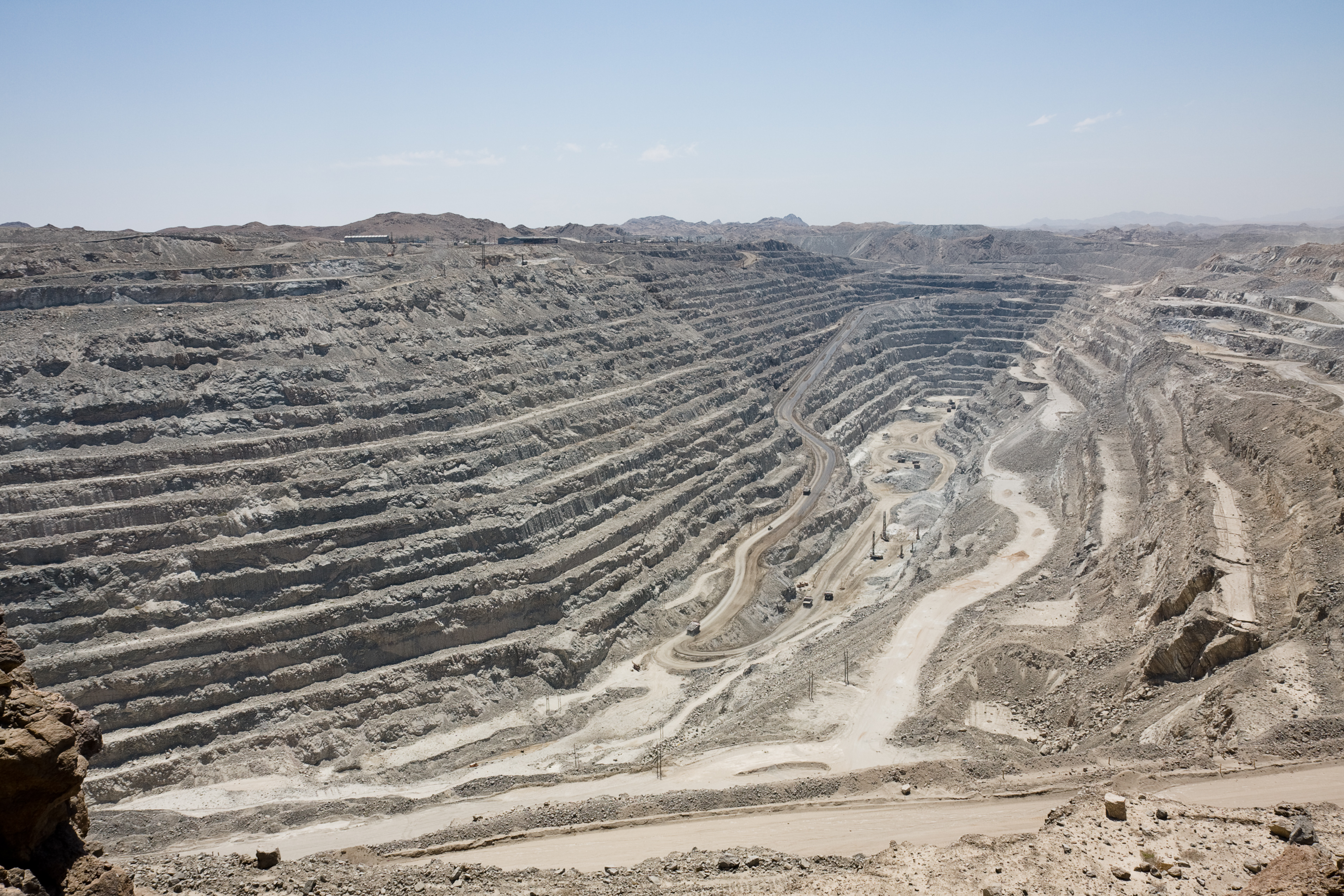
Uma mina de urânio na Namibia

O uso de energia nuclear requer um combustível radioativo, o minério de urânio está presente no solo em concentrações relativamente baixas sendo extraído por mineração em 19 países. Este urânio extraído é usado para abastecer os reatores nucleares de geração de energia através de Urânio-235 fissível que gera calor, e em última instância utilizado em turbinas para gerar eletricidade.

## Vantagens
- São fontes de energia usadas há muito tempo, portanto são bem conhecidas dos seres humanos. Isto é uma vantagem, pois já existe toda tecnologia e infraestrutura voltadas para estes tipos de energia.
- Em comparação às fontes renováveis, no geral, costumam ter um preço mais baixo. Por isso estas fontes são muito usadas por países mais pobres ou em processo de desenvolvimento.
- O petróleo, além de gerar combustíveis (gasolina de automóveis, combustíveis de aviação e diesel), também gera uma grande quantidade de derivados (parafina, gás natural, nafta petroquímica, produtos asfálticos, querosene, solventes, entre outros).
- Elevado rendimento energético
- Criam muitos postos de trabalho
- Fáceis de transportar
- Variedade de utilização

## Desvantagens
- A principal desvantagem é o fato de não serem renováveis. Um dia as reservas destas fontes vão acabar e, caso o ser humano não invista o necessário em fontes renováveis (eólica, hidrelétrica, solar entre outras), poderemos sofrer falta de energia no futuro.
- A queima de combustíveis fósseis gera poluição do ar, prejudicando a saúde das pessoas, principalmente nos grandes centros urbanos.
- Alguns gases poluentes, resultantes da queima destes combustíveis, são um dos principais fatores da geração do efeito estufa e do aquecimento global. Portanto, são extremamente prejudiciais ao meio ambiente.
- A queima destes combustíveis fósseis também é um dos principais geradores da chuva ácida.
- Como são muito inflamáveis, os combustíveis de fontes não renováveis devem ser estocados com muito cuidado, pois o risco de explosão de reservatórios é elevado.
- A extração e transporte do petróleo, principalmente em águas oceânicas, devem ser feitos com extremo cuidado. Já ocorreram vários acidentes ambientais provocados pelo derramamento de petróleo nas águas oceânicas, gerando problemas ambientais de grandes proporções nos ecossistemas marinhos.
- Grande parte da produção de petróleo é controlada pelos países da OPEP (Organização dos Países Exportadores de Petróleo). Estes países acabam por definir preços e quantidade de produção. Este fato gera uma dependência mundial destes países que podem, a qualquer momento, mudar suas políticas de venda e produção de petróleo.
- Já no caso do urânio (combustível nuclear) existe a desvantagem da complexidade de manipulação nas usinas nucleares. Em caso de acidentes nucleares, os riscos para a população e meio ambiente são elevadíssimos. O custo para a geração de energia proveniente desta fonte também e muito alto.